# Лазарице у Сиринићкој жупи
Лазарице у Сиринићкој жупи су део свечаних предваскршњих обичаја, ритуала и извођачких уметности везаних за празновање Лазареве суботе. Део су обредне праксе припадника српске православне заједница у Сиринићкој жупи.
Овај обичај уврштен је, на предлог Српског етномузиколошког друштва, у Национални регистар нематеријалног културног наслеђа Србије.

## Опис обреда
Лазарице су женске пролећне обредне поворке које су део обичаја везаних за празновање Лазареве суботе, као дела предваскршњих празника. Обред обухвата низ радњи. Почиње припремама у „лазаревој кући”, где се и завршава. Централни део обичаја чини опход поворке лазарки, током којег оне обилазећи насеље и посећујући сва домаћинства, изводе обредне песме и игре и добијају дарове — слаткише, новац и васкршња јаја, ради кућног „берићета”. Поворку лазарки чине два „лазара” (девојке од 15-16 година, одабиране према гласовним могућностима и усаглашености боја својих гласова) и две „тупкачице” (девојчице или „мицке” од 6-7 година, које би се „прошетале по три пута између лазара”). Девојчице су обучене у беле извезене кошуље или народну ношњу, окићене бисерима, са три црвене мараме око струка, са марамом и венчићима цвећа око главе и плетеном котарицом у руци. Верује се да у домове које су посетиле доносе благостање, здравље и срећу.
Са девојчицама у поворци иду и њихове мајке, које на овај дан свечано облаче сву своју децу па чак и ону најмању. Девојчице се у овом крају још од малих ногу радују празнику, радо уче лазаричке песме и недељама унапред припремају за овај празник. Текст песме коју лазарке певају обично се прилагођава ситуацији. Тако, уколико у кући има млад момак за женидбу или девојка за удају, песмом се благосиља да се у кући што пре заигра „свадвено оро”. Лазарке певју домаћици, домаћину, детету, у зависности од тога ко у тој кући живи.

## Историја обичаја
Неке од обредних песама које се певају током Лазарица
За домаћицу:
Ој јарино госпођо, леп си пород родила,
све синове банове, све јелчице ћерчице.
Несу мајке банови, но су мајке синови,
несу мајке јелчице, но су мајке ћерчице.

За удату жену која још нема деце:
Трендавиљче невесто под трендавиљ седеше
и трендавиљ кидаше, у позарче тураше,
и у Бога гледаше. Дај ми Боже што ‘оћу,
мушко чедо детенце, белу лику јаглику
црнооку девојку.

За дечака који је кренуо у школу:
Соко лети високо, крила држи широко.
Мајка му се радује што он лети високо,
покрај неба широко.

Лазарице су обичај који се у Сиринићкој жупи упражњава од давнина. Оригинални обред налагао је да девојке предвече, уочи Лазареве суботе, иду у шуму да сакупе суве гранчице које су везивале у снопље и доносиле кући. Том приликом су певале песму: „Ми из село излегомо, стаде село невесело”, односно „ми у гору ‘легомо, стаде гора весела” при уласку у шуму. При изласку из шуме и повратку у село песма је гласила: „ми из горе излегомо, стаде гора невесела”, односно „ми у село легомо, стаде село весело”. Гранчицама које су донеле кући рано у зору су ложиле ватру, како би загрејале воду којом су се купале, а затим облачиле своју свечану ношњу. Свака лазарка је своју ношњу сама ткала, шила и везла, чиме се показивало колико је која вична ручним радовима и колико је вредна. Раније су у Лазарице ишле девојке стасале за удају, па је овај празник био прилика да се покажу — буду виђене.
Данас у Лазарице иду девојчице узраста до средње школе, ређе нешто старије. Ношњу коју носе наслеђују од својих мајки и бака или им је оне припремају.

## Територијална распрострањеност обичаја
Лазарице су део праксе припадника српске православне заједница у насељима Сиринићке жупе: Готовуша, Беревце, Врбештица, Јажинце, Севце, Штрпце, Доња Битиња, Горња Битиња, Вича, Драјковце и Сушиће.

## Лазарице као елеменат нематеријалног културног наслеђа Србије
Од некадашњих бројних обредних поворки младића и девојака, које су се упражњавале током различитих празника, до данас су се задржале само Лазарице и обред Женидба краљевића Марка. Овај обичај очувао се до данас и у другим деловима Србије, али на Косову и Метохији најбоље је очуван у Сиринићкој жупи. Оба ова обичаја уврштена су у Национални регистар нематеријалног културног наслеђа Србије.

## Спољашњи извори
- „Лазарице - диван обичај у Сиринићкој жупи на српској Шар планини...”. Срби на окуп!. Приступљено 24. 2. 2020.
- „„ЛАЗАРИЦЕ“, Лазарева субота, 23. април 2016. године, село Драјковце, Сиринићка жупа, општина Штрпце, КиМ”. Званична презентација. Епархија рашко-призренска у егзилу. Приступљено 24. 2. 2020.